# (862) Franzia
(862) Franzia es un asteroide perteneciente al cinturón de asteroides descubierto el 28 de enero de 1917 por Maximilian Franz Wolf desde el observatorio de Heidelberg-Königstuhl, Alemania.
Está nombrado en honor de Franz Wolf, hijo del descubridor.